# Оушан Сити (Флорида)
Оушан Сити (енгл. Ocean City) насељено је место без административног статуса у америчкој савезној држави Флорида.

## Демографија
По попису из 2010. године број становника је 5.550, што је 44 (-0,8%) становника мање него 2000. године.
| Група             | 2000.         | 2010.         |
| Белци             | 4.573 (81,7%) | 4.027 (72,6%) |
| Афроамериканци    | 392 (7,0%)    | 502 (9,0%)    |
| Азијати           | 181 (3,2%)    | 214 (3,9%)    |
| Хиспаноамериканци | 241 (4,3%)    | 561 (10,1%)   |
| Укупно            | 5.594         | 5.550         |